# Bohaterowie frontu i kawiarni
Bohaterowie frontu i kawiarni – ulotny druk propagandowy nieznanego autora wydany w Łodzi w roku 1920 przez Kotkowskiego i Frejlicha, znajdujący się w zbiorach Biblioteki Narodowej w Warszawie, powstały w okresie wojny polsko-bolszewickiej.

Katastrofalna sytuacja militarna na froncie doprowadziła do kryzysu politycznego w Polsce, w wyniku którego w czerwcu 1920 na wniosek premiera Władysława Grabskiego, motywowany grozą sytuacji i wynikającą z niej pilną potrzebą zmobilizowania wszystkich zasobów państwa, Sejm Ustawodawczy 1 lipca powołał Radę Obrony Państwa z Józefem Piłsudskim na czele. Rada jeszcze tego samego dnia powołała Armię Ochotniczą a 3 lipca wydała odezwę do narodu Obywatele Rzeczypospolitej! Ojczyzna w potrzebie! wzywającą wszystkich zdolnych do noszenia broni, by: 

dobrowolnie zaciągali się w szeregi armii, stwierdzając, że za Ojczyznę każdy w Polsce z własnej woli gotów złożyć krew i życie.

## Opis
Jednym ze sposobów zachęcania Polaków do wstępowania w szeregi Armii Ochotniczej były różnego rodzaju plakaty propagandowe, afisze, artykuły prasowe czy (tak jak w tym przypadku), ulotka, która w sposób celny i satyryczny ukazywała brak zaangażowania całego społeczeństwa w walkę z bolszewikami. Na kolorowej ilustracji zestawiono bohaterów walczących na froncie z „bohaterami” siedzącymi w kawiarni. Po lewej stronie widoczni są dwaj żołnierze Wojska Polskiego na froncie którzy właśnie zauważyli wroga, na co wskazuje zachowanie żołnierza na bliższym planie, który ładuje swój karabin łódką nabojową. Po prawej stronie widoczni są trzej elegancko ubrani mężczyźni, siedzący wygodnie przy kawiarnianym stoliku. Mężczyzna z dymiącym cygarem w ustach i gazetą w dłoni która wzywa do broni, nie jest tym specjalnie poruszony tak jak jego uśmiechnięty pucułowaty kolega. Mężczyzna z papierosem w ustach na bliższym planie wydaje się być nieobecny i zainteresowany tylko własnymi sprawami. Ich błogi spokój i beztroska kontrastują bardzo wyraźnie z zachowaniem żołnierzy, gotowych w każdej chwili do walki za Ojczyznę.      
Być może inspiracją dla powstania ulotki były autentyczne sytuacje do jakich dochodziło w kawiarniach polskich miast, gdzie wchodziły elegancko ubrane damy i wręczały zastanym tam młodym mężczyznom białe pióra – symbol tchórzostwa.